# 31P/Schwassmann–Wachmann
31P/Schwassmann-Wachmann es un cometa periódico del Sistema Solar que fue descubierto el 17 de enero de 1929 por los astrónomos alemanes Arnold Schwassmann y Arno Arthur Wachmann al sur de la constelación de Auriga. En el momento de su descubrimiento, el cometa presentaba una magnitud aparente de 11.
Poco después del anuncio del descubrimiento, se hallaron imágenes precovery en placas expuestas en el Observatorio Yerkes los días 4, 7 y 12 de enero; en el Observatorio de Harvard el 19 de diciembre y 9 de enero, y en el Observatorio de Tokio el 8 y 19 de diciembre, de mismo año.
El núcleo del cometa tiene un diámetro estimado de 6,2 kilómetros.

## Línea de tiempo del cometa
| Fecha                    | Denominación             | Detalle                   |
| ------------------------ | ------------------------ | ------------------------- |
| 17 de enero de 1929      | 31P/1929 B1              | Descubrimiento del cometa |
| 28 de agosto de 1935     | 31P/1934 X1              | Perihelio del cometa      |
| 13 de febrero de 1942    | 31P                      | Perihelio del cometa      |
| 23 de agosto de 1948     | 31P                      | Perihelio del cometa      |
| 27 de febrero de 1955    | 31P                      | Perihelio del cometa      |
| 5 de septiembre de 1961  | 31P                      | Perihelio del cometa      |
| 17 de marzo de 1968      | 31P                      | Perihelio del cometa      |
| 12 de septiembre de 1974 | 31P                      | Perihelio del cometa      |
| 17 de marzo de 1981      | 31P                      | Perihelio del cometa      |
| 30 de agosto de 1987     | 31P                      | Perihelio del cometa      |
| 23 de enero de 1994      | 31P                      | Perihelio del cometa      |
| 18 de enero de 2002      | 31P                      | Perihelio del cometa      |
| 29 de septiembre de 2010 | 31P                      | Perihelio del cometa      |
| 6 de julio de 2019       | 31P/Schwassmann-Wachmann | Perihelio del cometa      |
| 19 de marzo de 2028      | 31P/Schwassmann-Wachmann | Perihelio del cometa      |

## Acercamiento a otros cuerpos del Sistema Solar
| Fecha                   | Cuerpo  | Detalle                                                             | Distancia          | Perihelio                                                      | Período orbital                                     |
| ----------------------- | ------- | ------------------------------------------------------------------- | ------------------ | -------------------------------------------------------------- | --------------------------------------------------- |
| 22 de marzo de 1926     | Júpiter | Acercamiento cercano a Júpiter que contribuyó con su descubrimiento | 0,18 UA de Júpiter | Disminución de la distancia del perihelio de 3,56 UA a 2,09 UA | Disminución del período orbital de 9,29 a 6,42 años |
| 18 de marzo de 1997     | Júpiter | Acercamiento cercano a Júpiter                                      | 0,25 UA de Júpiter | Aumento de la distancia del perihelio de 2,07 UA a 3,41 UA     | Aumento del período orbital de 6,39 a 8,72 años     |
| 20 de marzo de 2030     | Júpiter | Acercamiento cercano a Júpiter                                      | 1,36 UA de Júpiter | -                                                              | -                                                   |
| 28 de noviembre de 2033 | Júpiter | Acercamiento cercano a Júpiter                                      | 0,84 UA de Júpiter | Disminución de la distancia del perihelio de 3,41 UA a 2,90 UA | Disminución del período orbital de 8,70 a 7,76 años |
| 27 de julio de 2053     | Júpiter | Acercamiento cercano a Júpiter                                      | 1,97 UA de Júpiter | -                                                              | -                                                   |

## Confusión
En 1929, la astrónoma Anne Sewell Young identificó erróneamente al cometa como un planeta menor que lo denominó "Adelaida" (A904 EB).